# Велике пирамиде
Пирамиде у Гизи или Велике пирамиде су једно од седам светских чуда. Налазе се у Египту, близу Каира на платоу Гизе. Оне су најстарије и једино до данас очувано светско чудо. Велике пирамиде чине три монументалне грађевине које се разликују од осталих египатских пирамида расутих по пустињи Сахаре. Налазе се у граду Гиза, некрополи античког Мемфиса (данас је то предграђе Каира). 
Данас ово подручје, заједно са другим пирамидама и скулптуром Сфинге представља значајну туристичку атракцију, коју употпуњује и Сунчев брод, пронађен 1954. године са јужне стране Велике пирамиде. За брод се верује да је симболично представљао средство којим је тело умрлог Кеопса повезено у загробни свет. Пирамиде су окружене гробницама које су припадале рођацима, великодостојницима и значајним чиновницима.
Током историје, пирамиде у Гизи су изазивале велику пажњу, што описује и Наполеонова изрека приликом освајања Египата 1798. године: „Војници! Са врха ових пирамида посматра нас 40 векова!")
Супротно уобичајеном веровању, само Велика Кеопсова пирамида се назива светским чудом.

## Кеопсова пирамида
Кеопсова пирамида изграђена је по налогу фараона Куфуа (како су га Египћани звали или Кеопса, како су га Грци звали), владара четврте династије, око 2560. п. н. е. као његова гробница. Традиција градње пирамида започела је у старом Египту као отменија варијанта мастабе, односно платформе која наткрива краљевску гробницу. Ова веза се најбоље може видети на примеру Степенасте пирамиде краља Зосера у Сакари коју је подигао познати египатски архитекта Имхотеп. 
Пирамида је висока 138,75 m, дужине 225 m и обухвата површину од 5,3 хектара и једина је пирамида која има и узлазне и силазне ходнике. Када је изграђена била је висока 145,75 m, али је током година врх урушен за око 10 m. Према писању Херодота, припреме за градњу Кеопсове пирамиде трајале су више од двадесет година. На њој је радило 100.000 људи, двадесет година по три месеца годишње, у време поплаве Нила, када се није могла обрађивати земља. Радили су робови и сељаци. У Кеопсову пирамиду уграђено је око 2,5 милиона блокова, исклесаних у каменолому на десној обали Нила. Блокови су од кречњака, базалта и гранита, били су тешки од две до четири тоне (у просеку 2,5, максимално 7,5). Велики гранитни неотесани блокови са којима је грађен плафон за краљевски салон, тежили су преко педесет тона. 
Завршни, покривни слој (који је пропао током времена) чинио је грађевину споља веома глатком. Иако се не зна како су блокови постављани, постоји неколико могућих теорија. Једна теорија подразумева коришћење равне или спиралне рампе која се подизала како је грађевина грађена увис, док друга теорија претпоставља коришћење дугачких полуга. Главни надзорник радова на Кеопсовој пирамиди био је вероватно Хемиуну, Кеопсов нећак. 
Улаз се налази на северној страни. Више пролаза, галерија и холова води или у главну одају краљевске гробнице или у помоћне просторије. Краљевска гробница налази се у средишту пирамиде. Саркофаг је направљен од црвеног гранита, као и зидови гробнице, саркофаг је за само 1 cm ужи од улаза у гробницу. Угао страница у односу на основу износи 51 степен и 51 минут. Свака страна је пажљиво оријентисана према једној од четири стране света. Хоризонтални пресек грађевине увек је квадратан у било ком делу, а дужина странице основе износи тачно 229 m. Цела грађевина се састоји од приближно 2 милиона камених блокова од којих сваки тежи више од две тоне.
Кеопсова пирамида била је највиша грађевина на Земљи током 4300 година и коју су надвисиле друге грађевине тек крајем 19. века. Простор који заузима Велика пирамида довољан је да унутар себе обухвати базилику Светог Петра у Риму и катедрале у Милану и Лондону - заједно. 
Источно од пирамиде су три споредне пирамиде намењене краљицама, гробница краљице мајке Хетеферес, гробница краљице Мерититес и (вероватно) гробница краљице Хенутсен.

## Кефренова и Микеринова пирамида
Поред Кеопсове, на платоу Гизе налазе се и пирамиде фараона Кефрена и Микерина (Кефреновог наследника). 
Кефренова пирамида је друга по величини, али је подигнута на вишем тлу па изгледа као већа иако је 8 m нижа од Кеопсове. Таваница пирамиде је израђена од плоча. Улаз је са северне стране. На врху ове пирамиде очуван је део спољашњег омотача (на слици). 
Трећа пирамида из Гизе, коју је подигао Микерин, првобитно је била висока 65,5 m, али данас висина износи 62 m. Основна ивица пирамиде је у просеку 103 метра. Саграђена је од кречњака и гранита.

## Напомена
- Преузето са интернет презентације https://web.archive.org/web/20090226211926/http://www.zvrk.co.yu/%3C